# Kapitulacija
Kapitulacija, tudi vdaja, pomeni v vojaškem izrazoslovju prenehanje oboroženega odpora in podreditev državi zmagovalki. Navadno država poraženka izgubi lastno vlado, ki jo nadomesti nastavljena vlada države zmagovalke.

## Vrste kapitulacije
- Brezpogojna kapitulacija - sprejetje vseh pogojev države zmagovalke
- Pogojna kapitulacija - predaja pod določenimi pogoji, za katere se državi, vpleteni v konflikt, dogovorita.